# Tony Njiké
Tony Njiké (Parigi, 29 gennaio 1998) è un calciatore francese, centrocampista del Quevilly-Rouen.

## Carriera
Nato in Francia da una famiglia di origini camerunesi, è un prodotto del settore giovanile del Bordeaux. Con i Girondins viene impiegato principalmente con la squadra riserve, venendo poi ceduto all'Ajaccio nell'estate del 2019, che lo aggrega alla propria squadra riserve. Ha esordito in prima squadra il 16 novembre 2019, in occasione dell'incontro di Coppa di Francia perso per 3-1 contro il Saint-Flour. Il 12 febbraio 2020 firma il suo primo contratto professionistico in carriera. Il 22 agosto successivo ha esordito anche in Ligue 2, disputando l'incontro perso per 0-1 contro lo Châteauroux. Realizza la sua prima rete in campionato il 2 marzo 2021, contribuendo al successo per 1-0 tra le mura amiche contro il Rodez. Il 4 giugno 2021 viene ceduto in prestito allo SO Cholet, militante in terza divisione. Il 21 giugno 2022 viene acquistato a titolo definitivo dall'Argeș Pitești, formazione della massima divisione rumena.
Il 25 giugno 2024 viene acquistato dal Quevilly-Rouen.

## Statistiche

### Presenze e reti nei club
Statistiche aggiornate al 26 febbraio 2023.
| Stagione          | Squadra           | Campionato        | Campionato | Campionato | Coppe nazionali | Coppe nazionali | Coppe nazionali | Coppe continentali | Coppe continentali | Coppe continentali | Altre coppe | Altre coppe | Altre coppe | Totale | Totale |
| Stagione          | Squadra           | Comp              | Pres       | Reti       | Comp            | Pres            | Reti            | Comp               | Pres               | Reti               | Comp        | Pres        | Reti        | Pres   | Reti   |
| ----------------- | ----------------- | ----------------- | ---------- | ---------- | --------------- | --------------- | --------------- | ------------------ | ------------------ | ------------------ | ----------- | ----------- | ----------- | ------ | ------ |
| 2015-2016         | Bordeaux 2        | CFA               | 3          | 0          |                 | -               | -               |                    | -                  | -                  |             | -           | -           | 3      | 0      |
| 2016-2017         | Bordeaux 2        | CFA2              | 6          | 0          |                 | -               | -               |                    | -                  | -                  |             | -           | -           | 6      | 0      |
| 2017-2018         | Bordeaux 2        | N3                | 23         | 0          |                 | -               | -               |                    | -                  | -                  |             | -           | -           | 23     | 0      |
| Totale Bordeaux 2 | Totale Bordeaux 2 | Totale Bordeaux 2 | 32         | 0          |                 | -               | -               |                    | -                  | -                  |             | -           | -           | 32     | 0      |
| 2019-2020         | Ajaccio 2         | N3                | 16         | 0          |                 | -               | -               |                    | -                  | -                  |             | -           | -           | 16     | 0      |
| 2019-2020         | Ajaccio           | L2                | 0          | 0          | CF+CdL          | 1+0             | 0               |                    | -                  | -                  |             | -           | -           | 1      | 0      |
| 2020-2021         | Ajaccio           | L2                | 18         | 1          | CF              | 1               | 0               |                    | -                  | -                  |             | -           | -           | 19     | 1      |
| Totale Ajaccio    | Totale Ajaccio    | Totale Ajaccio    | 18         | 1          |                 | 2               | 0               |                    | -                  | -                  |             | -           | -           | 20     | 1      |
| 2021-2022         | SO Cholet         | N                 | 30         | 3          | CF              | 3               | 0               |                    | -                  | -                  |             | -           | -           | 33     | 3      |
| 2022-2023         | Argeș Pitești     | L1                | 25         | 0          | CR              | 2               | 0               |                    | -                  | -                  |             | -           | -           | 27     | 0      |
| Totale carriera   | Totale carriera   | Totale carriera   | 121        | 4          |                 | 7               | 0               |                    | -                  | -                  |             | -           | -           | 128    | 4      |